# Coenobita
A Coenobita az ízeltlábúak (Arthropoda) törzsébe sorolt felsőbbrendű rákok (Malacostraca) osztályában a tízlábú rákok (Decapoda) rendjébe tartozó a  Coenobitidae család névadó neme. Ebben a nembe tartoznak a szárazföldi remeterákok.

## Házi kedvenc
A szárazföldi remeterákokat házi kedvencként is tartják.

## Rendszerezésük
A nembe az alábbi fajok tartoznak:
- Coenobita brevimanus Dana, 1852
- Coenobita cavipes Stimpson, 1858
- Coenobita clypeatus szárazföldi remeterák, katonarák (Fabricius), 1787
- Coenobita compressus Herbst, 1791
- Coenobita olivieri Owen, 1839
- Coenobita perlatus H. Milne-Edwards, 1837
- Coenobita pseudorugosus Nakasone 1988
- Coenobita purpureus Stimpson, 1858
- Coenobita rubescens Greef 1884
- Coenobita rugosus H. Milne-Edwards, 1837
- Coenobita scaevola Forskål, 1775
- Coenobita spinosus H. Milne Edwards, 1837
- Coenobita variabilis McCulloch, 1909
- Coenobita violascens Heller, 1862

## Link
https://web.archive.org/web/20080511165252/http://www.crabstreetjournal.com/articles/vanessa/vanessa_age.html